# Ogrody Hevsel
Ogrody Hevsel (tur. Hevsel Bahçeleri) – siedemset hektarów uprawnych ziem w prowincji Diyarbakır we wschodniej Turcji, między cytadelą w Diyarbakır a rzeką Tygrys. Ufortyfikowane miasto otoczone było systemem murów obronnych, a ogrody na stromym zboczu poniżej odgrywały istotną rolę w zaopatrzeniu twierdzy. Ogrody wraz z cytadelą w Diyarbakır w 2015 roku zostały wpisane na Listę Światowego Dziedzictwa UNESCO.
Pierwsze wzmianki o ogrodach Hevsel pochodzą z kronik z IX wieku p.n.e., natomiast osada Diyarbakır na wzgórzu powyżej została założona już wcześniej. Ogrody Hevsel powstały pomiędzy miastem a rzeką w celu zapewnienia mieszkańcom wody i żywności. W 866 roku p.n.e. miasto zostało oblężone przez asyryjskiego króla Aszurnasirpala II, po zdobyciu miasta ogrody zostały zniszczone.
W 1655 roku ogrody obejmowały oba brzegi Tygrysu i znajdowały się w nich winnice, sady, ogrody różane oraz uprawy bazylii. Natomiast dziewiętnastowieczni podróżnicy donosili o wielkiej różnorodności uprawianych warzyw i owoców.
Obecnie około jedna trzecia ogrodów jest wykorzystywana do uprawy topoli, a reszta do uprawy szerokiej gamy produktów, m.in. kapusty, szpinaku, sałaty, rzodkiewki, cebuli, pietruszki, rukwi wodnej, bakłażanów, kabaczków, pomidorów, papryki, fasoli, brzoskwini, moreli, śliwek, wiśni, fig, morw i orzechów.